# Rhaphidorrhynchium geheebii
Rhaphidorrhynchium geheebii är en bladmossart som beskrevs av Brotherus 1925. Rhaphidorrhynchium geheebii ingår i släktet Rhaphidorrhynchium och familjen Sematophyllaceae. Inga underarter finns listade i Catalogue of Life.